# 즈워투프

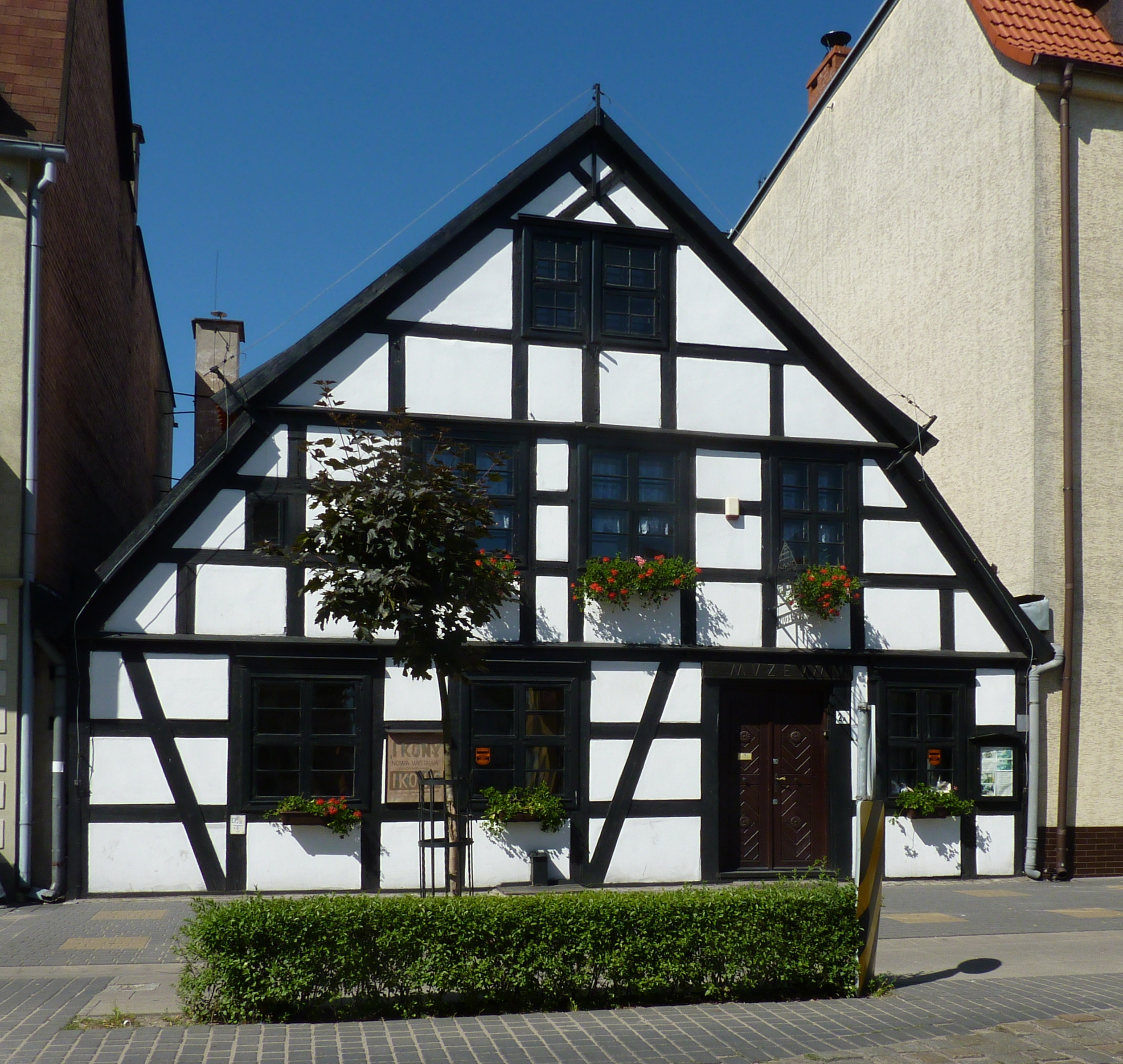
즈워투프 박물관

즈워투프(폴란드어: Złotów)는 폴란드 북부 비엘코폴스카주에 위치한 도시로 면적은 11.58km2, 높이는 110m, 인구는 18,303명(2012년 기준), 인구 밀도는 1,600명/km2이다.

시기
시 문장